# Virginia Johnson
Virginia E. Johnson (nacida como Mary Virginia Eshelman, en Springfield, Misuri; 11 de febrero de 1925 - San Luis, Misuri; 24 de julio de 2013) fue una sexóloga estadounidense, responsable junto a William Masters de los famosos estudios médicos sobre la fisiología sexual conocidos como Informe de Masters y Johnson, pioneros en la terapia sexual.

## Biografía
Nacida en Springfield, Misuri, de Edna Evans y de Hershel Harry Eshelman, un granjero. y formada en la Facultad de Medicina de la Universidad Washington en San Luis, contribuyó a diseñar instrumentos que permitieran registrar las respuestas fisiológicas durante la actividad sexual, como el polígrafo. Ha publicado: Respuesta sexual humana (1966), Incompatibilidad sexual humana (1970) y Homosexualidad en perspectiva (1979), obras que intentaron modificar las ideas populares sobre la sexualidad a partir de datos experimentales, todos ellos escritos junto a Masters, con el que se casó en 1971.
Johnson y Master concluyeron que, precisamente porque el sexo suele ser una actividad en pareja, era necesario tratar a ambos y no al individuo aislado, perspectiva desde la que desarrollaron técnicas terapéuticas de comunicación sexual que permitieran a las parejas resolver sus problemas sexuales. Coincidiendo con la invención de métodos anticonceptivos eficaces, sus obras fueron muy populares a principios de la década de 1970, dando base científica a la noción del sexo como placer para ambos miembros de la pareja y facilitando la construcción de clínicas especializadas por todo Estados Unidos para tratar los problemas sexuales, que pronto se extenderían por el resto de países más avanzados.
Tras estudiar los datos fisiológicos de cientos de pacientes que participaron en su estudio, Johnson y Masters desarrollaron un modelo lineal de respuesta sexual. Este modelo presenta cuatro fases secuenciales:
Fase de excitación: en esta fase aumenta la tensión muscular, la frecuencia cardiaca y se produce un aumento de los genitales debido a la vasocongestión. También comienza la lubricación vaginal y la lubricación en la uretra masculina.
Fase de meseta: se intensifican las reacciones descritas en la fase anterior, esta fase se mantiene hasta que llega el orgasmo. 
Fase de  orgasmo: durante el orgasmo se producen una serie de contracciones musculares involuntarias, aumenta la frecuencia cardiaca y respiratoria, la presión arterial y se produce una liberación de la tensión nerviosa.
Fase de resolución: se produce una sensación de bienestar general, el cuerpo vuelve a los niveles iniciales de presión arterial, contracción muscular, frecuencia cardíaca y respiración.
Descubrieron que, tras la resolución, muchas mujeres pueden volver a la fase de orgasmo en repetidas ocasiones con una mínima estimulación. 